# تریویم (گروه موسیقی)
تریویم (به انگلیسی: Trivium) یک گروه موسیقی هوی متال آمریکایی از اورلَندو، فلوریدا است که در سال ۱۹۹۹ توسط خواننده و نوازنده گیتار مت هیفی، نوازنده گیتار کوری بیولی، باسیست پائولو گرگولتو و درامر الکس بنت شکل گرفت. این گروه تاکنون نه آلبوم استودیویی و بیش از بیست تک‌آهنگ منتشر کرده‌است. تا کنون یک میلیون نسخه از آلبوم‌های تریویوم در سراسر دنیا فروخته شده‌است. گروه تریویم در سال ۲۰۱۹ و در شصت و یکمین مراسم جایزه گرمی برای اجرای آهنگ Betrayer، نامزد دریافت جایزه جایزه گرمی برای بهترین اجرای متال شد.

## اعضا

### اعضای کنونی
- مت هیفی – خوانندهٔ اصلی، گیتار ریتم (۱۹۹۹–اکنون)
- کوری بیولی – گیتار لید، هم‌خوان (۲۰۰۳–اکنون)
- پائولو گرگولتو – بِیس، هم‌خوان (۲۰۰۴–اکنون)
- الکس بنت – درامر (۲۰۱۷–اکنون)

### اعضای پیشین
- تراویس اسمیت – درام (۱۹۹۹–۲۰۰۹)
- برنت یانگ – گیتار (۲۰۰۰–۲۰۰۱)، بِیس و هم‌خوان (۲۰۰۱–۲۰۰۴)
- نیک آگوستو – درام (۲۰۰۹–۲۰۱۴)
- مت مادریو - درام (۲۰۱۴–۲۰۱۵)
- پاول وانتکه - درام (۲۰۱۵–۲۰۱۷)

لیست بالا شامل اعضایی که پیش از آلبوم اول گروه را ترک کردند، نمی شود.

## آلبوم‌ها
- ۲۰۰۳: خاکستر گرم به جهنم (به انگلیسی: Ember to Inferno)
- ۲۰۰۵: تعالی (به انگلیسی: Ascendancy)
- ۲۰۰۶: جنگ‌های صلیبی (به انگلیسی: The Crusade)
- ۲۰۰۸: شوگان (به انگلیسی: Shogun)
- ۲۰۱۱: در امواج (به انگلیسی: In Waves)
- ۲۰۱۳: سقوط خون‌خواهی (به انگلیسی: Vengeance Falls)
- ۲۰۱۵: سکوت در برق (به انگلیسی: Silence in Snow)
- ۲۰۱۷: گناه و جمله (the sin and the sentence)
- ۲۰۲۰: آنچه مردگان می گویند (به انگلیسی: what the dead men say)